# Salmeroncillos de Abajo
Salmeroncillos de Abajo är en ort i Spanien.   Den ligger i provinsen Provincia de Cuenca och regionen Kastilien-La Mancha, i den centrala delen av landet, 100 km öster om huvudstaden Madrid. Salmeroncillos de Abajo ligger 764 meter över havet och antalet invånare är 172.
Terrängen runt Salmeroncillos de Abajo är kuperad norrut, men söderut är den platt. Runt Salmeroncillos de Abajo är det mycket glesbefolkat, med 4 invånare per kvadratkilometer. Närmaste större samhälle är Sacedón, 18,1 km väster om Salmeroncillos de Abajo. Trakten runt Salmeroncillos de Abajo består till största delen av jordbruksmark.